# Альчати, Амброджо Антонио
Антонио Амброджо Альчати (итал. Antonio Ambrogio Alciati; 5 сентября 1878, Верчелли (Пьемонт) — 8 марта 1929, Милан) — итальянский живописец академического направления, портретист, мастер фресковых росписей и педагог.

## Биография
После обучения в Институте изящных искусств Верчелли (l’Istituto di Belle Arti di Vercelli) в 1887 году Альчати переехал в Милан, учился в Академии изящных искусств Брера (l’Accademia di Belle Arti di Brera) под руководством Веспазьяно Биньями и Чезаре Таллоне. В 1920 году сменил Таллоне в качестве профессора «фигуративной живописи» Академии Брера.
Антонио Альчати зарекомендовал себя прежде всего как портретист в Милане. Его живописные работы демонстрируют влияние импрессионизма, творчества Транквилло Кремоны и Джованни Больдини. Альчати является автором фресок на вилле Пиротта в Брунате (Комо) и в некоторых храмах Ломбардии.
1 сентября 1914 года Антонио Альчати стал масоном масонской ложи «Галилео Феррарис в Верчелли» (Galileo Ferraris di Vercelli), входящей в Великий восток Италии. 21 ноября 1922 года был возведён в степень мастера-масона.
Его учениками в Миланской академии были: Кристофоро Де Амичис, Контардо Барбьери, Альфредо Бельтраме, Оресте Больярди, Анджело дель Бон, Арнальдо Карпанетти, Умберто Лиллони, Франческо де Рокки, Вирджинио Гирингелли, Умберто Лиллони, Джино Мелони, Джузеппе Новелло, Адриано Спилимберго, Гвидо Таллоне, Джанфилиппо Уселлини, Эцио Мойоли.
Скончался художник в Милане, похоронен на Монументальном кладбище города (Cimitero Monumentale di Milano), в гробнице № 145.

## Галерея
- Женский портрет. Ок. 1900 г.
- Натурщица с яблоком. Ок. 1900 г.
- Женский портрет. Ок. 1900 г.
- Автопортрет. Ок. 1900 г.
- Молодая женщина, отдыхающая под деревом. Ок. 1920 г.
- Женщина в шляпе. Ок. 1910 г.